# Pasco

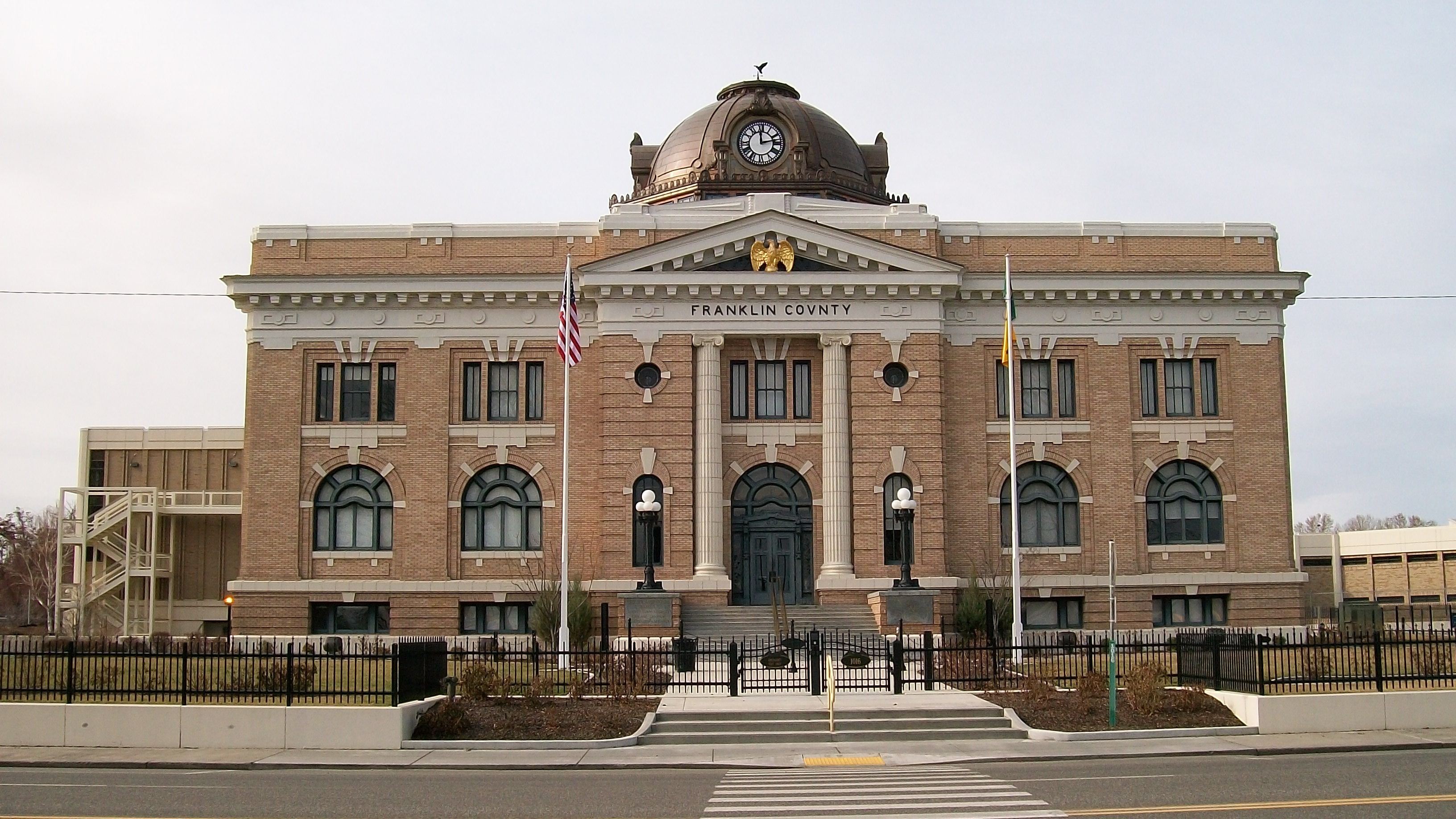
Sąd w Pasco

Pasco – miasto w stanie Waszyngton w Stanach Zjednoczonych,
Razem z miastami Kennewick i Richland tworzy aglomerację zwaną Tri-Cities.